# Maresme
Ne doit pas être confondu avec Maremme ou Maremne.
Le Maresme est une comarque catalane d'Espagne, située dans la province de Barcelone. Son chef-lieu est Mataró. Le Maresme est l'une des régions de Catalogne. Située sur la mer Méditerranée, elle se trouve entre la rivière Tordera (au nord) et la ville de Montgat (incluse dans la région, au sud). De l'autre côté de sa frontière nord, après la rivière Tordera, se trouve la ville de Blanes, où commence la Costa Brava, et après sa frontière sud, au-delà de Montgat, commence la région de Barcelonès. Ainsi, en plus de borner la Méditerranée, en suivant la côte, le Maresme borde les régions côtières de Barcelonès (au sud) et de La Selva (au nord). À l'intérieur des terres, elle ne borde que la région de Vallès Oriental. De plus, le Maresme comprend une partie des régions naturelles des montagnes de Marina, Montnegre et Corredor. Cette richesse géomorphologique fait du Maresme une région littorale avec de forts contrastes et une grande diversité de paysages.

## Géographie
Le Maresme est une comarque qui s'étend sur le littoral méditerranéen entre Barcelone et la Costa Brava. Elle fait partie de la région métropolitaine de Barcelone.
- Espace protégé du Delta de la Tordera

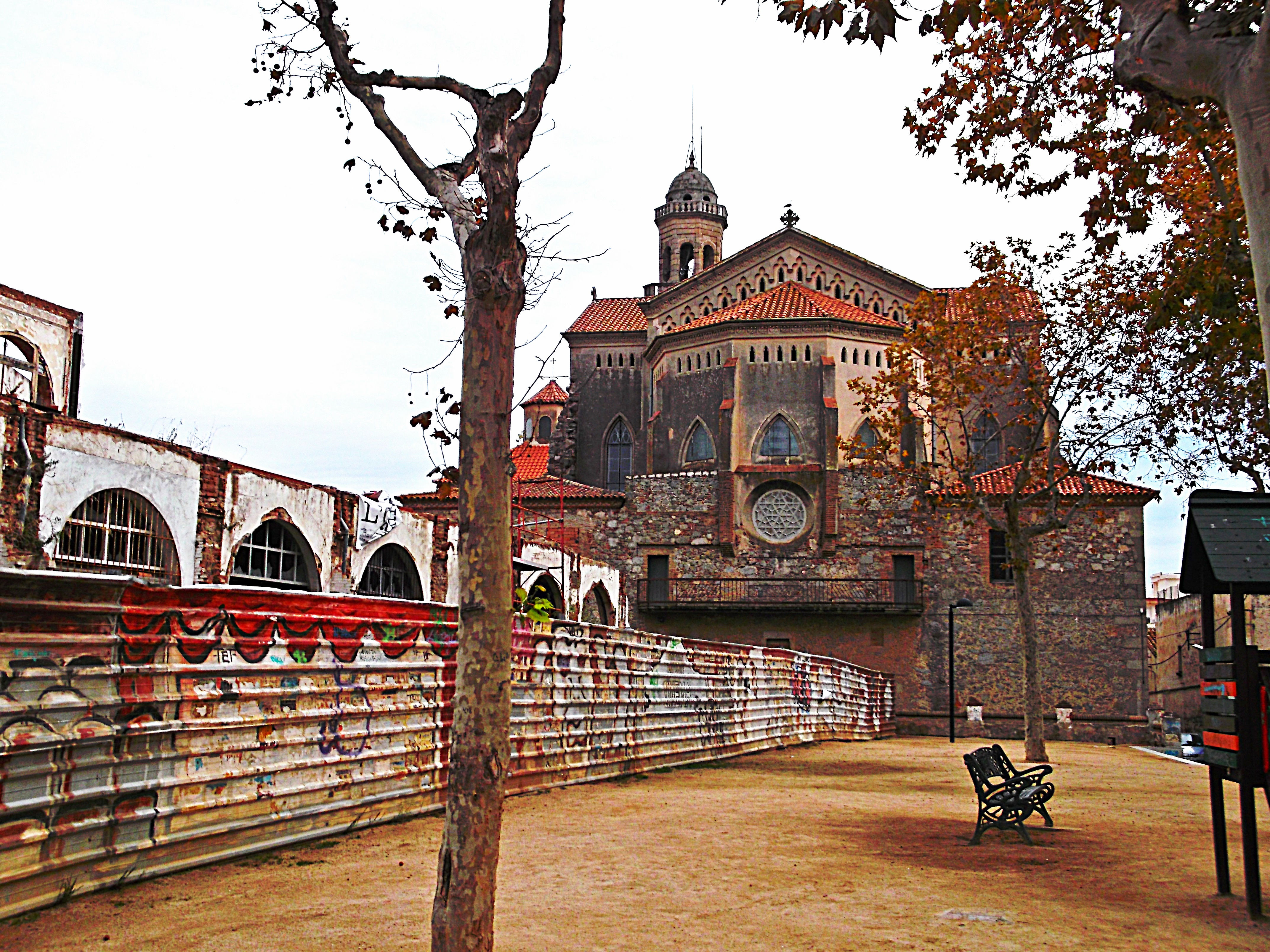
L'église de Canet de Mar

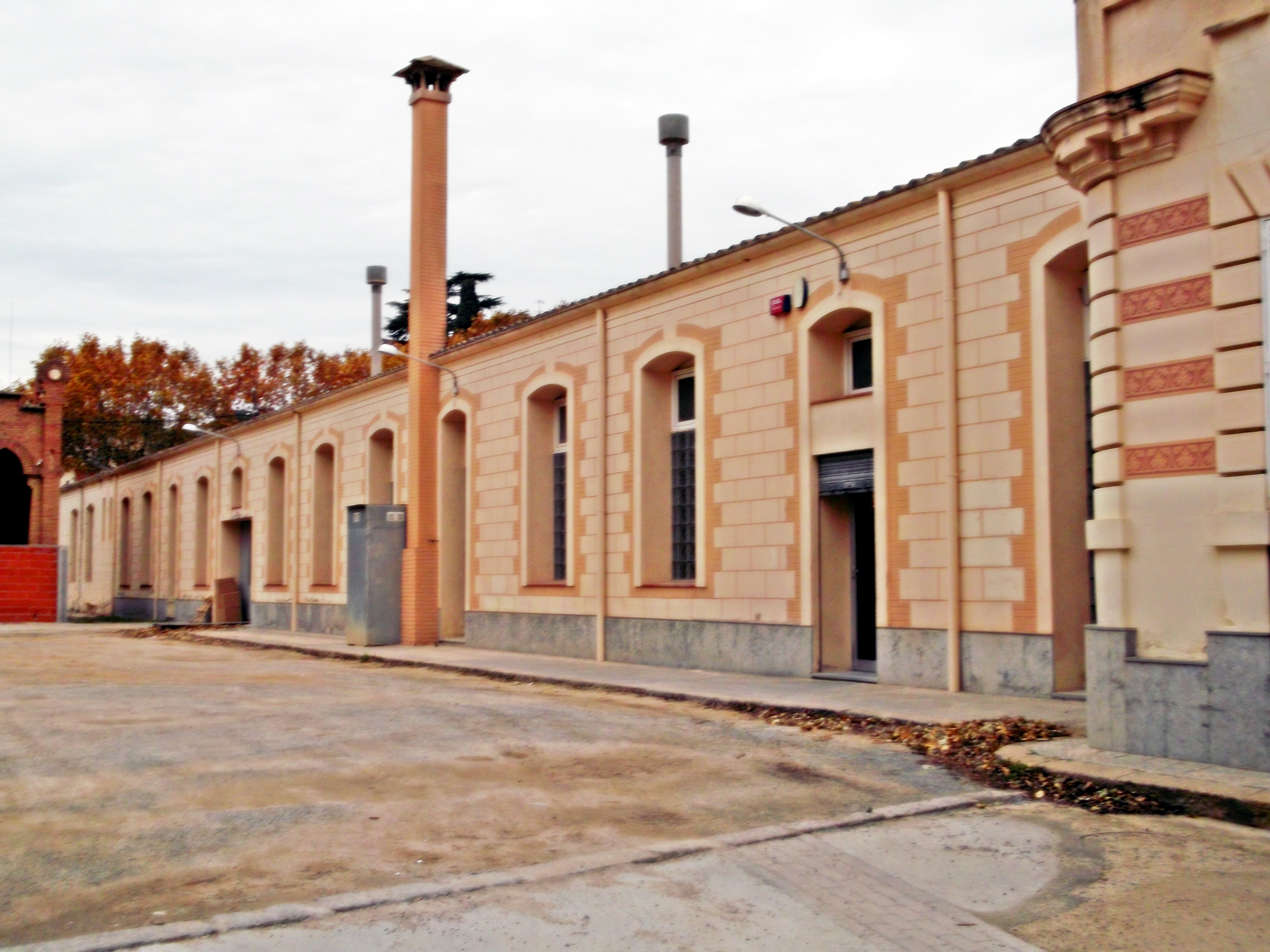
L'usine Carbonell i Reverter à Canet de Mar

## Carte
| Anoia Bages Segarra Solsonès Conca de · Barberà Moianès Osona Berguedà Basse · Cerdagne Alt · Urgell Pallars · Sobirà Val d'Aran Alta · Ribagorça Pallars · Jussà Noguera Urgell Pla · d'Urgell Segrià Garrigues Alt · Penedès Baix · Llobregat Barcelonès Vallès · Occidental Maresme Vallès · Oriental Ripollès Garrotxa Alt Empordà Pla de · l'Estany Gironès Selva Baix · Empordà Garraf Baix · Penedès Tarragonès Alt · Camp Baix · Camp Priorat Ribera · d'Ebre Terra · Alta Baix Ebre MontsiàFrance Pyrénées-Orientales Ariège Haute · Garonne Andorre Aragon Communauté valencienneMer Méditerranée |

## Communes

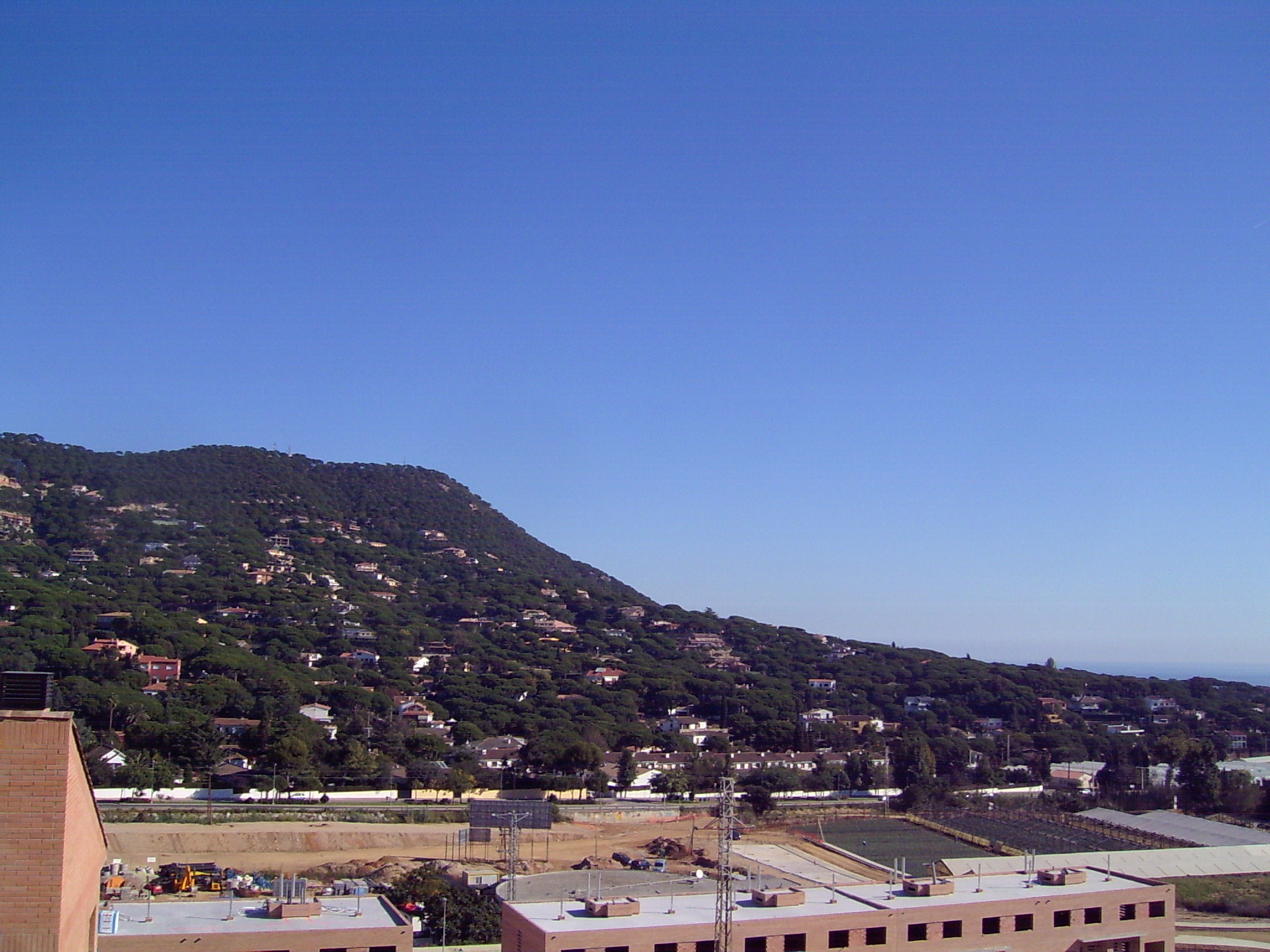
Montcabrer

| - Alella - Arenys de Mar - Arenys de Munt - Argentona - Cabrera de Mar - Cabrils - Caldes d'Estrac - Calella | - Canet de Mar - Dosrius - Malgrat de Mar - El Masnou - Mataró - Montgat - Òrrius - Palafolls | - Pineda de Mar - Premià de Dalt - Premià de Mar - Sant Andreu de Llavaneres - Sant Cebrià de Vallalta - Sant Iscle de Vallalta - Sant Pol de Mar - Sant Vicenç de Montalt | - Santa Susanna - Teià - Tiana - Tordera - Vilassar de Dalt - Vilassar de Mar |